# جون بيغيلو جونيور
جون بيغيلو جونيور (بالإنجليزية: John Bigelow, Jr.) هو مؤلف وعسكري وأستاذ جامعي وكاتب أمريكي، ولد في 12 مايو 1854 في نيويورك في الولايات المتحدة، وتوفي في 29 فبراير 1936 في واشنطن العاصمة في الولايات المتحدة.